# Callerebia baileyi
Callerebia baileyi är en fjärilsart som beskrevs av South 1913. Callerebia baileyi ingår i släktet Callerebia och familjen praktfjärilar. Inga underarter finns listade i Catalogue of Life.